# Sporobolus bechuanicus
Sporobolus bechuanicus är en gräsart som beskrevs av Antonie Petrus Gerhardy Goossens. Sporobolus bechuanicus ingår i släktet droppgräs, och familjen gräs. Inga underarter finns listade i Catalogue of Life.